# Lijst van burgemeesters van Waalre
Dit is een lijst van burgemeesters van de Nederlandse gemeente Waalre in de provincie Noord-Brabant.
| Ambtsperiode | Naam burgemeester                                          | Partij of stroming | Bijzonderheden                                                                               |
| ------------ | ---------------------------------------------------------- | ------------------ | -------------------------------------------------------------------------------------------- |
| 1811 - 1820  | Johannes (J.) Swane                                        |                    | maire/schout                                                                                 |
| 1821 - 1844  | Simon (S.) de Vries                                        |                    | schout/burgemeester, tevens burgemeester van Dommelen (ca. 1826-1844)                        |
| 1844 - 1868  | Bartholomeus (B.) Bijnen                                   |                    |                                                                                              |
| 1868 - 1889  | Jan (J.) Peels                                             |                    |                                                                                              |
| 1889 - 1907  | Theodorus (T.) Tops                                        |                    |                                                                                              |
| 1907 - 1922  | Adrianus Josephus van de Ven                               |                    |                                                                                              |
| 1923 - 1928  | Gerardus (G.) van Dommelen                                 |                    | was sinds 1916 al burgemeester van Aalst; de gemeente die op 1 januari 1923 opging in Waalre |
| 1928 - 1931  | S.F.A.C.M. baron van Wijnbergen                            | RKSP               |                                                                                              |
| 1931 - 1943  | F.Th.H. Uijen                                              | RKSP               |                                                                                              |
| 1944 - 1945  | R.H. Schregardus                                           | NSB                |                                                                                              |
| 1945 - 1971  | H.J.M. Mol                                                 |                    |                                                                                              |
| 1972 - 1977  | Mr. D.J.Th.J. Osse                                         | KVP                |                                                                                              |
| 1978 - 1985  | Ies (I.J.P.) Keijzer                                       | VVD                |                                                                                              |
| 1986 - 1999  | Drs. Johan (J.L.H.M.) Berger                               | CDA                | was burgemeester van Heino                                                                   |
| 1999 - 2003  | Piet (P.P.T.C.J.) Rossou                                   | CDA                | waarnemend                                                                                   |
| 2003 - 2014  | Mr. Henri (H.C.R.M.) baron de Wijkerslooth de Weerdesteijn | VVD                |                                                                                              |
| 2014 - 2015  | Yvo (Y.C.Th.J.) Kortmann                                   | CDA                | waarnemend                                                                                   |
| 2015 - 2021  | Drs. Jan (J.W.) Brenninkmeijer                             | CDA                |                                                                                              |
| 2020 - 2022  | Dr. Jan (A.J.W.) Boelhouwer                                | PvdA               | waarnemend                                                                                   |
| 2022 - heden | Marcel (M.F.) Oosterveer                                   | VVD                |                                                                                              |